# Gyulavári József
Gyulavári József (Szeremle, 1948. október 15. – Baja, 2014. február 4.) fotóművész.

## Életútja
1970-től a Duna Fotóklub tagja, majd 1976 és 1981 között a klub keretén belül alakult Team elnevezésű progresszív alkotócsoport vezetője volt és a Fiatal Művészek Klubja tagja. 1980-ban Bács-Kiskun megye művészeti ösztöndíjasa lett. A nagybaracskai szociofotós telep egyik alapítója, szervezője és résztvevője.

## Egyéni kiállítások
- 1968, 1980 • Kalocsa
- 1981, 1984, 1989 • Baja
- 1982 • Kecel
- 1986 • Kiskunfélegyháza • Miske
- 1987 • Modena.

## Csoportos kiállítások
- 1976 • Fiatal Művészek Klubja-kiállítás, Esztergom
- 1980 * II Esztergomi Fotóbiennále[5]
- 1983 • III. Nagybaracskai fotográfiai alkotótelep, Vác • Óbuda Galéria, Budapest • Kecskemét
- 1985 • IV. Nagybaracskai fotográfiai alkotótelep, Budapest Galéria, Budapest
- 1986 • V. Nagybaracskai fotográfiai alkotótelep, Óbuda Galéria, Budapest
- 1987 • VII. Nagybaracskai fotográfiai alkotótelep, Szeremle
- 1988 • VIII. Nagybaracskai fotográfiai alkotótelep, Baja
- 1989 • IX. Nagybaracskai fotográfiai alkotótelep, Baja.